# طويقان أخضر
الطويقان الأخضر (الاسم العلمي: Aulacorhynchus) هو جنس من الطيور يتبع الفصيلة الطوقانية من رتبة نقاريات الشكل.

## أنواع الطويقان الأخضر
- طويقان واغلري
- طويقان زمردي
- طويقان أزرق الحنجرة
- طويقان بنفسجي الحنجرة
- طويقان سانتا مارتا
- طويقان رمادي الحنجرة
- طويقان أبيض الحنجرة
- طويقان أسود الحنجرة
- طويقان مخدد المنقار
- طويقان كستنائي الرأس
- طويقان تيبوي
- طويقان قرمزي المؤخرة
- طويقان أصفر الحواجب
- طويقان أزرق الخطوط